# Morte no Nilo (filme)
Death on the Nile (prt/bra: Morte no Nilo)  é um filme de suspense de mistério dirigido por Kenneth Branagh, com roteiro de Michael Green, baseado no romance homônimo de 1937 de Agatha Christie, produzido pela 20th Century Studios e distribuído pela Walt Disney Studios Motion Pictures. O filme é uma continuação de Murder on the Orient Express de 2017 e é estrelado por Branagh, retornando como Hercule Poirot, com Tom Bateman (também retornando do primeiro filme), Annette Bening, Russell Brand, Ali Fazal, Dawn French, Gal Gadot, Armie Hammer, Rose Leslie, Emma Mackey, Sophie Okonedo, Jennifer Saunders, e Letitia Wright. O filme é a terceira adaptação para o cinema do romance de Christie, após o filme de 1978 e um episódio de 2004 da série de televisão Agatha Christie's Poirot.
A fotografia principal começou em setembro de 2019, com as filmagens ocorrendo no Longcross Studios na Inglaterra e em locações no Egito, e terminou em dezembro.
O filme foi lançado em Fevereiro de 2022 pela Walt Disney Studios Motion Pictures após vários adiamentos por conta da pandemia de COVID-19.

## Sinopse
Hercule Poirot é encarregado de encontrar um assassino durante as suas férias no Egito.

## Elenco
- Kenneth Branagh como Hercule Poirot.
- Gal Gadot como Linnet Ridgeway-Doyle.
- Letitia Wright como Rosalie Otterbourne.
- Armie Hammer como Simon Doyle.
- Annette Bening como Eufêmia.
- Ali Fazal como Andrew Katchadourian.
- Sophie Okonedo como Salome Otterbourne.
- Tom Bateman como Bouc.
- Emma Mackey como Jacqueline de Bellefort.
- Dawn French como Mrs. Bowers
- Rose Leslie como Louise Bourget.
- Jennifer Saunders como Marie van Schuyler.
- Russell Brand como Windlesham

## Produção

### Desenvolvimento
Em 2015, o bisneto da Christie's James Prichard, presidente da Agatha Christie Ltd., expressou entusiasmo pelas sequências, citando a colaboração positiva com Branagh e a equipe de produção. Em maio de 2017, Branagh expressou interesse em novos episódios se o primeiro filme tivesse sucesso. Em 20 de novembro de 2017, foi anunciado que a 20th Century Fox estava desenvolvendo Death on the Nile como uma sequência de sua versão de Murder on the Orient Express, para o qual Michael Green voltaria para escrever o roteiro e Kenneth Branagh voltaria para interpretar Hercule Poirot, e também para servir como diretor.
Em setembro de 2018, Gal Gadot se juntou ao elenco. Além disso, Paco Delgado foi contratado para desenhar os figurinos. Em outubro de 2018, Armie Hammer se juntou ao elenco e confirmou que Tom Bateman repetiu seu papel de Bouc neste filme. Em janeiro de 2019, Jodie Comer se juntou ao elenco, e em abril do mesmo ano, Letitia Wright também se juntou ao elenco. Annette Bening estava em negociações para se juntar ao elenco em junho daquele ano. Além disso, Russell Brand ingressou em agosto de 2019. Ali Fazal, Dawn French, Rose Leslie, Emma Mackey, Sophie Okonedo e Jennifer Saunders foram adicionados em setembro, e Comer confirmou que não participará mais..

### Filmagem
A fotografia principal começou em 30 de setembro de 2019, no Longcross Studios em Surrey, Inglaterra, e depois mudou-se para o Egito para fotografar. O processo durou até o Natal do mesmo ano. Estava programado para começar a ser filmado na primavera de 2019. As filmagens terminaram em 18 de dezembro de 2019.

### Pós-produção
Úna Ní Dhonghaíle é a editora do filme. Double Negative (DNEG) fornece efeitos visuais para o filme, e George Murphy, artista de efeitos especiais vencedor do Oscar, atua como supervisor geral de efeitos visuais.

## Música
Em janeiro de 2019, Patrick Doyle foi anunciado como o compositor musical de Death on the Nile. Anteriormente, Doyle havia colaborado com o diretor Kenneth Branagh nas filmagens dos filmes Murder on the Orient Express, All Is True e Artemis Fowl.

## Lançamento
Após muitos adiamentos por conta da pandemia de COVID-19, o filme foi lançado em 12 de Fevereiro de 2022.

## Recepção
No agregador de críticas Rotten Tomatoes, que categoriza as opiniões apenas como positivas ou negativas, o filme tem um índice de aprovação de 69% calculado com base em 54 comentários dos críticos que é seguido do consenso: "antiquado a uma falha, o sólido entretenimento Death on the Nile é animado por seu elenco de estrelas e a afeição óbvia do diretor-estrela Kenneth Branagh pelo material." Já no agregador Metacritic, com base em 22 opiniões de críticos que escrevem em maioria para a imprensa tradicional, o filme tem uma média aritmética ponderada de 51 entre 100, com a indicação de "revisões mistas ou neutras".

## Futuro
Em entrevista à Associated Press em dezembro de 2017, Branagh discutiu o desenvolvimento da adaptação de Death on the Nile e a capacidade de fazer mais filmes, o que poderia criar um novo "universo cinematográfico" de filmes de Poirot:
“Acho que há possibilidades, certo? Com 66 livros, histórias e peças, ela, e muitas vezes, reúne as pessoas em seus próprios livros, de forma inata que gostou”, diz ela. "Você sente que existe um mundo, como com Dickens, existe um mundo inteiro que ela criou, certos tipos de personagens que vivem em seu mundo, que eu acho que têm possibilidades reais."